# Nomindra fisheri
Nomindra fisheri là một loài nhện trong họ Gnaphosidae.
Loài này thuộc chi Nomindra. Nomindra fisheri được Norman I. Platnick & Barbara Baehr miêu tả năm 2006.